# Große Neuguinea-Nasenbeutler
Die Gattung der Großen Neuguinea-Nasenbeutler (Peroryctes) gehört zu den Neuguinea-Nasenbeutlern (Peroryctinae) und umfasst zwei Arten, die, wie der Name schon andeutet, auf Neuguinea leben.
Mit einer Kopf-Rumpf-Länge von bis zu 56 Zentimetern und einem Gewicht von bis zu fünf Kilogramm sind diese Tiere die größten Nasenbeutler. Ihr Fell ist lang und relativ weich. Wie alle Nasenbeutler haben sie eine langgestreckte Schnauze, relativ kleine Ohren und einen langen, aber nicht zum Greifen geeigneten Schwanz. Die langen Hinterbeine dieser Gattung sind ein Anzeichen, dass sie schnell laufen oder sogar hoppeln können.
Lebensraum dieser Tiere sind Regenwälder bis in 4000 Metern Höhe. Sie leben auf dem Waldboden und sind nachtaktive Einzelgänger. Zum Schlafen errichten sie Nester aus Zweigen oder Gräsern auf dem Boden. Sie sind Allesfresser, die sich von Insekten und kleinen Wirbeltieren, aber auch von Früchten ernähren.
Nach rund 15-tägiger Tragzeit kommen ein bis sechs Jungtiere zur Welt. Mit rund 60 Tagen werden sie entwöhnt, danach bleiben sie noch kurze Zeit in der Nähe der Mutter, bevor sie ihr einzelgängerisches Leben aufnehmen. Die Lebenserwartung wird auf 2,5 bis 3,5 Jahre geschätzt.
Die Gattung der Großen Neuguinea-Nasenbeutler teilt sich in zwei Arten:
- Raffray-Neuguinea-Nasenbeutler (Peroryctes raffrayana) bewohnt ganz Neuguinea und kleinere vorgelagerte Inseln. Sein Fell ist an der Oberseite dunkelbraun gefärbt, manchmal mit schwarzen Musterungen. Die Unterseite ist heller, gelb oder hellbraun. Die Art erreicht eine Kopfrumpflänge von 27,5 bis 39 Zentimetern, eine Schwanzlänge von 13,2 bis 18 Zentimetern und ein Gewicht von 650 bis 1100 Gramm. Ihr Lebensraum sind Wälder von 500 bis 4000 Metern Höhe.

- Riesen-Neuguinea-Nasenbeutler (Peroryctes broadbenti) ist an der Oberseite ebenfalls dunkelbraun gefärbt, allerdings sind die Flanken rötlich und der Bauch weiß. Die Art erreicht eine Kopfrumpflänge von 34 bis 56 Zentimetern, eine Schwanzlänge von 9,5 bis 23 Zentimetern und ein Gewicht von bis zu 4,9 Kilogramm. Er lebt im südöstlichen Neuguinea.

Die Lebensraumzerstörung und die Bejagung aufgrund ihres Fleisches zählen zu den Hauptbedrohungen der Neuguinea-Nasenbeutler. Während Peroryctes raffrayana noch häufig vorkommt und von der IUCN als „nicht gefährdet“ (least concern) eingestuft wird, gilt Peroryctes broadbenti als selten und wird als „stark gefährdet“ (endangered) eingestuft.